# Chaoyangsauridae
Chaoyangsauridae é uma família de dinossauros pertencente ao grupo Marginocephalia, que viveu onde hoje é a China. A família contém os representantes mais antigos do grupo Ceratopsia. Assim como os demais ceratopsianos, a família é composta de animais herbívoros.
Os principais fósseis desta família foram descobertos na formação Shishugou, em Xinjiang, e ficam armazenados no Instituto de Paleontologia de Vertebrados e Paleoantropologia de Pequim (IVPP, na sigla em inglês), ou no Instituto de Geologia da Academia Chinesa de Geociências (IGCAGS, na sigla em inglês).

## Filogenia
A família é composta por quatro gêneros: Chaoyangsaurus, Xuanhuaceratops, Yinlong e Hualianceratops. O nome da família foi proposto em 2006, por Zhao et al. Uma análise filogenética por Han et al. indica que Chaoyangsauridae é um grupo irmão de Psittacosaurus.
Em 1998, Neoceratopsia foi definido como o clado mais inclusivo que incluísse Triceratops horridus e excluísse Psittacosaurus mongoliensis.  A análise de Han et al. concluiu também que o clado "Chaoyangsauridae + Psittacosaurus" é grupo irmão de Neoceratopsia, o que leva a conclusão de que Chaoyangsauridae não pertence ao grupo Neoceratopsia. Há, no entanto, hipóteses alternativas, e essa filogenia não é consenso.

### Chaoyangsaurus

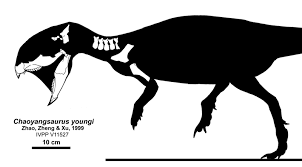
Restauração do esqueleto de Chaoyangsaurus youngi mostrando material conhecido

Chaoyangsaurus é um gênero que viveu no final do período Jurássico. O nome do gênero quer dizer "lagarto de Chaoyang", em homenagem a um lugar da China. A espécie tipo, Chaoyangsaurus youngi, é a única espécie conhecida do gênero, e recebeu este epíteto específico como uma homenagem ao paleontólogo chinês Yang Zhongjian.  A espécie deveria medir cerca de 1,1 metro de comprimento, e é conhecida por vestígios do crânio e outros ossos da parte posterior do dinossauro.
Foi descrito pela primeira vez em um artigo publicado em 1999. Os fósseis foram coletados na Formação Tuchengzi, em Liaoning, na China. Na época, era o membro mais antigo conhecido dos Ceratopsia. No entanto, devido ao mal estado de preservação e poucos vestígios fósseis, sua idade ainda é controversa.

### Xuanhuaceratops
O nome desse gênero é uma homenagem ao distrito de Xuanhua. Assim como Chaoyangsaurus, os registros existentes não estão bem preservados, e sua idade também é controversa. Foi descrito pela primeira vez em 2006, na mesma publicação que deu o nome à família a que pertence.

### Yinlong
Há registros fósseis excelentes deste grupo. O gênero foi descrito em 2006, juntamente com a espécie-tipo, Yinlong downsi. Seu holótipo é o esqueleto completo de um indivíduo, com apenas a parte distal da cauda faltando. Devido ao bom estado de conservação, foi possível medir com um bom grau de certeza sua idade, que coloca o gênero como o Ceratopsia mais antigo inquestionável. Os animais deste gênero viveram no final do período Jurássico.

### Hualianceratops
O gênero possui uma única espécie, Hualianceratops wucaiwanensis, descrita em 2015. O gênero deriva de "Hualian", que quer dizer "face ornamentada", devido ao relevo nos ossos da face. O nome da espécie deriva de "Wucaiwan", que quer dizer "baía de cinco cores", e tem esse nome em homenagem ao local onde foi descoberto. O fóssil faz parte da Formação Shishugou, e foi encontrado em Xinjiang em 2002.